# Цьвікув
Цьвікув (пол. Ćwików) — село в Польщі, у гміні Олесно Домбровського повіту Малопольського воєводства.
Населення — 842 особи (2011).

## Географія
Селом тече річка Жабниця, у яку впадає потік Олесенка.

## Демографія
Демографічна структура станом на 31 березня 2011 року:
|          | Загалом | Допрацездатний вік | Працездатний вік | Постпрацездатний вік |
| -------- | ------- | ------------------ | ---------------- | -------------------- |
| Чоловіки | 417     | 90                 | 291              | 36                   |
| Жінки    | 425     | 73                 | 264              | 88                   |
| Разом    | 842     | 163                | 555              | 124                  |